# جوبند
جوبند یکی از روستاهای استان آذربایجان شرقی است که در دهستان اوچ‌هاچا بخش مرکزی شهرستان اهر واقع شده‌است.وجود کوه شیور در کنار این روستا منظره زیبایی را به روستای جوبنده بخشیده.
فاصله آن ازمرکزاستان 110کیلومتروازشهرستان اهر15 کیلومتر می‌باشد .
این روستا در شمال شهرستان وبا روستاهای زنداباد درغرب،جوان شیخ درشرق، صومعه وعلیرضاچایی در جنوب ودرشمال با کوه‌های شیورهمجواراست.
روستای جوبند دارایه 65 خانوار و 225نفرجمعیت هست شغل اصلی اهالی دامپروری و کشاورزی می‌باشد و از امکانات آب، برق، گاز، تلفن وخانه بهداشت بهرمند می‌باشد.